# Chissey-sur-Loue
Chissey-sur-Loue es una localidad y comuna francesa situada en la región de Franco Condado, departamento de Jura, en el distrito de Dole y cantón de Montbarrey.

## Demografía
| 376 | 369 | 299 | 335 | 336 | 350 | 356 |
| Para los censos de 1962 a 1999 la población legal corresponde a la población sin duplicidades (Fuente: INSEE [Consultar]) |     |     |     |     |     |     |